# Manfred Reichegger
Manfred Reichegger (Brunico, 6 gennaio 1977) è uno scialpinista italiano.
È un atleta della nazionale italiana di Sci alpinismo.

## Palmarès

### Mondiali sci alpinismo
- 5 medaglie:
  - 2 ori (staffetta a Soldeu 2010; staffetta a Claut 2011);
  - 2 argenti (team race a Claut 2011; team race a Pelvoux 2013);
  - 1 bronzo (team race a Port du Soleil 2008);

### Campionati Italiani di sci alpinismo
- 13 medaglie:
  - 7 ori
  - 3 argenti
  - 3 bronzi

### Campionato europeo di sci alpinismo
- 12 Medaglie
  - 4 ori (individuale, combinata a Tatras 2003; team a Tambre 2009; team a Pelvoux 2012);
  - 4 argenti (team a Tatras 2003; combinata. individuale a Tambre 2009; vertical race a Font Blanca 2014);
  - 4 bronzi (team, individuale a Tambre 2009; staffetta a Pelvoux 2012; individuale a Font Blanca 2014);

### Coppa del Mondo di sci alpinismo
- Miglior piazzamento in classifica generale: 4ª nel 2011.
- 22 podi
  - 7 vittorie;
  - 6 secondi posti;
  - 9 terzi posti.

#### Coppa del Mondo - vittorie
| Data | Luogo        | Paese    | Disciplina  |
| ---- | ------------ | -------- | ----------- |
| 2005 | Gavarnie     | Francia  | Individuale |
| 2007 | Valtellina   | Italia   | Team Race   |
| 2007 | Dolomiti     | Italia   | Team Race   |
| 2008 | Font Blanca  | Andorra  | Team Race   |
| 2008 | Val Bedretto | Svizzera | Team Race   |
| 2009 | Pierra Menta | Francia  | Staffetta   |
| 2009 | Dachstein    | Germania | Individuale |